# ابوالیسیر پزدوی
پَزْدَوی، یا بزدوی، ابوالیسرصدرالاسلام‌محمدبن‌محمدبن‌حسین‌بن عبدالکریم (۴۲۱- رجب ۴۹۳ق)، متکلم، فقیه و قاضی حنفی - ماتریدی بود که به دلیل آسانی و قابل فهم بودن آثار و تألیفاتش به ابوالیسیر مشهور شده بود. برادرش که فقیهی اصولی و مؤلف کتاب کشف الاسرار فی شرح اصول البزودی در اصول فقه است، به دلیل شیوهٔ پیچیده نگارش و دشواری فهم آثارش، ابوالعسر خوانده می‌شد.

## زندگی‌نامه
پزودی یا بزدوی به محلی به نام پزده یا بزده که قلعه‌ای بر سر راه نخشب به بخارا بوده منسوب است. ابوالیسیر در خانواده‌ای اهل دانش بالید. او در آغاز نزد پدرش محمدبن‌حسین آموزش دید. محمدبن حسین نیز علوم دینی را نزد پدر خود، عبدالکریم، که شاگرد ابومنصور ماتریدی بود آموخته بود. به این ترتیب ابوالیسیر با دو واسطه شاگرد ماتریدی به شمار می‌رود و به مکتب حنفی ـ ماتریدی تعلق داشت، که از دیرباز در شهرهای فرارود گسترده شده بود. از دیگر استادان ابوالیسیر می‌توان از اسماعیل بن‌عبدالصادق بیاری و ابویعقوب یوسف سیاری نام برد.
پزودی در روزگار خود از چهره‌های برجسته و پیشوای مکتب حنفی ـ ماتریدی شد، چنان‌که دانش‌پژوهان از دور و نزدیک به مجلس درس او می‌رفتند. شمار زیاد نام شاگردان او در منابع، حکایت از درس‌های پررونق او در بخارا و سمرقند و اهتمام او به امر آموزش دارد. یکی از نامدارترین شاگردان او نجم‌الدین عمر نسفی نویسندهٔ القند و العقائد النسفیة است. او از استاد خود ابوالیسیر در آثارش بارها با عنوان «استاد بزرگ» یاد می‌کند و چنین می‌گوید: «ابوالیسیر یکی از شیوخ بی‌همتای هم‌عصر ما در منطقهٔ ماوراء النهر و امام امامان بود. مردم از دور و نزدیک به او روی می‌آوردند و او با تألیفاتش در اصول و فروع دین برای همهٔ مردم در شرق و غرب منشأٔ خیر بود». از دیگر شاگردان ابوالیسیر پزدوی می‌توان به محمدبن ابی‌بکر سبخی صابونی (۴۸۰–۵۵۵ ه‍.ق)، محمد بن طاهر سمرقندی لبادی (متوفی ۵۱۵ ه‍.ق)، ابو اسحاق محمد بن منصور معروف به حاکم نوقدی، ابوالقاسم مروزی، ابوالمحامد مستملی، و ابوالمعالی محمد بن نصر مدنی (۴۵۰ / ۵۵۵ ه‍.ق) اشاره کرد. مولوی در فیه مافیه به صدرالاسلام اشاره و از او نقل قول می‌کند. البته بدیع الزمان فروزانفر در حواشی خود شرحی بر این مطلب نوشته و توضیح داده‌است که در آن زمان دو نفر به صدرالاسلام ملقب بودند، صدر الاسلام طاهر بن برهان‌الدین محمود بن تاج‌الدین احمد بن برهان‌الدین عبدالعزیز بن مازه و ابوالیسیر صدرالاسلام، اما اولی شهرت‌اش به مراتب کمتر و ناشناخته‌تر از ابوالیسیر بوده‌است.

## عقاید
پزودی در کتاب اصول‌الدین اندیشه‌های کلامی خود را که در واقع همان اصول و جهانبینی مکتب ماتریدیه است، شرح و بسط داده‌است. او عقاید ماتریدیه را روش پیامبر اسلام و منطبق با اندیشه و باورهای «اهل سنت و جماعت» دانسته‌است. او معتقد است که کلام الهی دو مرتبه دارد لفظی که حادث است و نفسانی که قدیم است و دیدن خداوند را همانند اشعری (و برخلاف معتزله و امامیه) ممکن می‌داند. ابوالیسیر فیلسوفان را به سبب عقایدی که در مورد خدا، نبوت و معاد دارند، کافر می‌داند. او انگیزهٔ خود از نوشتن این کتاب را روی‌گردانی دانشمندان از علوم کلام و تمایل‌شان به فقه و مبارزه با اندیشه‌های فلسفی و بدعت‌گذاران عنوان می‌کند. از دیگر تألیفات صدرالاسلام می‌توان به شرح جامع صغیر و جامع کبیر اشاره کرد.
ابوالیسیر برخلاف دیگر ماتریدیان که افضلیت را شرط امامت نمی‌دانند معتقد است که امام باید افضل مردم باشد زیرا هم در تنفیذ احکام و رفع ظلم از مظلوم جانشین پیامبر است و هم به عنوان امام جماعت لازم است واجد این شرط باشد، زیرا اگر افضل نباشد مردم از او پیروی نمی‌کنند. همزمان او معتقد است که عدالت از شرایط واجب امامت نیست بلکه صرفاً امری مطلوب است. به این ترتیب معتقد است که از امام و حاکم مسلمین حتی اگر فاسق باشد باید اطاعت کرد و او را امام بر حق مسلمین دانست و به دعوت او به توبه بسنده کرد. در صورتی که فسق رهبر مسجل شد، قیام علیه او جایز نیست، زیرا موجب فساد خواهد شد.

## آثار
مهمترین اثر برجا مانده از پزدوی کتاب اصول الدین است که در سال ۱۳۸۳ هجری قمری توسط شرق‌شناسی به نام هانس پیتر لینتس در قاهره منتشر شد. ابوالیسیر پزدوی یکی از دلایل تألیف کتاب اصول الدین خود را دشواری فهم کتاب التوحید ابومنصور ماتریدی بیان می‌کند: «کتاب توحید ماتریدی خالی از اغلاق [دشوارگویی، پیچیده‌گویی] نیست و اگر دور از اغلاق بود، ما به همان کتاب اکتفا می‌کردیم». از دیگر آثار او می‌توان به المبسوط (در فروع فقه حنفی)، شرح جامع الصغیر شیبانی، آمالی و الواقعات اشاره کرد.